# 빼꼼! 방탈출!
빼꼼! 방탈출!은 빼꼼 게임 시리즈 중 탈출 플래시게임이다.

## 등장인물
- 빼꼼:원작과는 달리 만행을 저지르지 않으나, 플레이어가 조작하면 만행을 저지르게 할 수 있다.
- 아기 펭귄들:위험한 상황에 처해 있다는 설정으로 등장한다.

## 장애물
실제로 이런 물건들이 잘못 쓰면 위험하다고 알려주는 것이다. 4단계부터 등장한다.
- 의자: 레벨 4에서 등장. 빼꼼이 올라서면 넘어져서 실패한다.
- 소파: 레벨 5에서 등장. 빼꼼이 뛰어오르면 떨어져서 실패한다.
- 창문: 레벨 6에서 등장. 빼꼼이 서 있을 경우 버둥거리다가 떨어져서 실패한다.
- TV: 레벨 7에서 등장. 의자와 마찬가지로 빼꼼이 올라서면 넘어져서 실패한다.
- 침대: 레벨 8에서 등장. 소파와 마찬가지로 빼꼼이 뛰어오르면 떨어져서 실패한다.
- 베란다: 레벨 9에서 등장. 빼꼼이 난간 끝에 있으면 창문과 마찬가지로 버둥거리다가 떨어져서 실패한다.
- 문: 레벨 10에서 등장. 빼꼼이 그 사이에 있을 때 문이 닫혀 손발이 끼이므로 실패한다. 참고로 열린 문에다가 직사각형 블록을 가로로 해서 배치하면 문이 닫힐 때 블록이 갑자기 레벨의 땅바닥 아래로 튕겨 나가서 파묻혀 버린다. 그리고 이 문은 열려 있는 상태에서 빼꼼이 아기 펭귄에게 다가가면 레벨을 성공했다고 나옴과 동시에 반복해서 닫혔다가 열린다.
- 컵, 그릇: 레벨 11에서 등장. 빼꼼이 조금만 건드리거나 떨어뜨려도 쉽게 깨진다. 그 파편에 빼꼼이 조금만 닿아도 실패한다.
- 뜨거운 기구들(주전자, 전기밥솥, 냄비): 주전자는 레벨 12에서, 냄비는 레벨 13에서, 전기밥솥은 레벨 14에서 등장한다. 거기에 빼꼼이 닿으면 실패한다.
- 세제: 레벨 13에서 등장한다. 빼꼼이 닿으면 갑자기 마시면서 실패한다.
- 콘센트: 레벨 16에서 등장한다. 전기가 흐를 때 빼꼼이 닿으면 갑자기 감전되어 실패한다.
- 수도꼭지: 레벨 18에서 등장한다. 뜨거운 물을 내뿜기 때문에 빼꼼이 뜨거운 물에 닿으면 실패한다.
- 욕조: 레벨 19에서 등장한다. 뜨거운 물이 있기 때문에 빼꼼이 들어가면 실패한다.
- 샤워기: 레벨 21에서 등장한다. 수도꼭지처럼 뜨거운 물을 내뿜으므로 빼꼼이 닿으면 역시 실패한다. 레벨 24에서는 9개로 많아진다.
- 물기: 레벨 22에서 등장한다. 빼꼼이 밟으면 미끄러져 넘어지면서 실패한다.
- 샴푸: 레벨 23에서 등장한다. 세제와 마찬가지로 빼꼼이 닿으면 갑자기 마시면서 실패한다.

## 기타
블록은 19단계에서만 등장하지 않는다.